# 阿尔乔姆·多尔戈皮亚特
阿尔乔姆·奥列戈维奇·多尔戈皮亚特（希伯來語：‎；1997年6月16日—），又譯阿爾特姆·多爾戈皮亞特，以色列男子竞技体操运动员，生于乌克兰，擁有犹太血统，父亲曾从事体操运动，他也正是受父亲的影响在六岁的时候开始练习体操。2009年，当年12岁的他随家人移居至以色列。成年后他加入以色列国防军，成为一名士兵。
2021年代表以色列參加東京奧運体操比赛男子自由體操項目獲得金牌；2024年再度參賽並獲得銀牌，成為以色列以獨立國家參與奧林匹克運動會以來第一位連續兩屆奧運獲得獎牌的運動員。

## 外部連結
- 阿尔乔姆·多尔戈皮亚特的Instagram帳戶
- 阿爾喬姆·多爾戈皮亞特在2024巴黎奧運上的主頁 （页面存档备份，存于）（英文）
- 阿爾喬姆·多爾戈皮亞特在國際體操聯合會上的主頁 （页面存档备份，存于）（英文）